# Łabunie
Łabunie è un comune rurale polacco del distretto di Zamość, nel voivodato di Lublino.
Ricopre una superficie di 87,48 km² e nel 2004 contava 6 273 abitanti.